# Paradoxostomatidae
Paradoxostomatidae is een familie van kreeftachtigen uit de klasse van de Ostracoda (mosselkreeftjes).

## Geslachten
- Acetabulastoma Schornikov, 1970
- Austroparadoxostoma Hartmann, 1979
- Boreostoma Schornikov, 1993
- Bradystoma Schornikov & Keyser, 2004
- Brunneostoma Schornikov, 1993
- Calcarostoma Schornikov & Keyser, 2004
- Caribbella Teeter, 1975
- Chejudocythere Ishizaki, 1981
- Cytherois Mueller, 1884
- Echinophilus Schornikov, 1973
- Echinositus Schornikov, 1973
- Flabellicytherois Schornikov, 1993
- Glyphidocythere Ayress, Correge & Whatley, 1993
- Lanceostoma Schornikov & Keyser, 2004
- Neopellucistoma Ikeya & Hanai, 1982
- Nodoconcha Hartmann, 1989
- Obesostoma Schornikov, 1993
- Paracythere Mueller, 1894
- Paracytherois Mueller, 1894
- Paradoxostoma Fischer, 1855
- Pontostoma Schornikov & Keyser, 2004
- Pseudeucythere Hartmann, 1989
- Redekea De Vos, 1953
- Triangulostoma Schornikov & Keyser, 2004
- Violacytherois Schornikov, 1993